# فيسكاونت دويلي إيفان
فيسكاونت دويلي إيفان (1880 – 26 مايو 1904) هو مبارز بالسيف من الولايات المتحدة راحل، مثّل بلاده في الألعاب الأولمبية الصيفية 1900.

## روابط رياضية
فيسكاونت دويلي إيفان على موقع أوليمبيديا (الإنجليزية)